# Liste der Kulturdenkmale in Chemnitz
Die Liste der Kulturdenkmale in Chemnitz umfasst die Kulturdenkmale der kreisfreien sächsischen Stadt Chemnitz.

Chemnitzer Stadtgliederung mit Benummerung

Diese Liste ist eine Teilliste der Liste der Kulturdenkmale in Sachsen.

## Aufteilung
In Chemnitz sind 3424 Kulturdenkmale erfasst (Stand vom 20. Dezember 2013). Wegen der großen Anzahl von Kulturdenkmalen in der kreisfreien Stadt Chemnitz ist diese Liste in Teillisten nach Stadtteilen bzw. Ortschaften aufgeteilt (Stadtteilnummern nach nebenstehender Lagekarte).
| Lage                      | Stadtteil- nummer | Kulturdenkmale in Chemnitz-…            | Bilder |
| ------------------------- | ----------------- | --------------------------------------- | ------ |
| Adelsberg                 | 25                | Adelsberg                               |        |
| Altchemnitz               | 41                | Altchemnitz                             |        |
| Altendorf                 | 92                | Altendorf                               |        |
| Bernsdorf                 | 42                | Bernsdorf                               |        |
| Borna-Heinersdorf         | 13                | Borna-Heinersdorf                       |        |
| Ebersdorf                 | 14                | Ebersdorf                               |        |
| Einsiedel                 | 46                | Einsiedel                               |        |
| Erfenschlag               | 44                | Erfenschlag                             |        |
| Euba                      | 16                | Euba                                    |        |
| Furth                     | 11                | Furth                                   |        |
| Gablenz                   | 24                | Gablenz                                 |        |
| Glösa-Draisdorf           | 12                | Glösa-Draisdorf                         |        |
| Grüna                     | 95                | Grüna                                   |        |
| Harthau                   | 45                | Harthau                                 |        |
| Helbersdorf               | 61                | Helbersdorf                             |        |
| Hilbersdorf               | 15                | Hilbersdorf                             |        |
| Hutholz                   | 64                | Hutholz                                 |        |
| Kapellenberg              | 81                | Kapellenberg                            |        |
| Kappel                    | 82                | Kappel                                  |        |
| Kaßberg                   | 91                | Kaßberg, A–H Kaßberg, I–Z               |        |
| Klaffenbach               | 47                | Klaffenbach                             |        |
| Kleinolbersdorf-Altenhain | 26                | Kleinolbersdorf-Altenhain               |        |
| Lutherviertel             | 22                | Lutherviertel                           |        |
| Markersdorf               | 62                | Markersdorf                             |        |
| Mittelbach                | 87                | Mittelbach                              |        |
| Morgenleite               | 63                | Morgenleite                             |        |
| Rabenstein                | 94                | Rabenstein                              |        |
| Reichenbrand              | 86                | Reichenbrand                            |        |
| Reichenhain               | 43                | Reichenhain                             |        |
| Röhrsdorf                 | 96                | Röhrsdorf                               |        |
| Rottluff                  | 93                | Rottluff                                |        |
| Schloßchemnitz            | 02                | Schloßchemnitz, A–L Schloßchemnitz, M–Z |        |
| Schönau                   | 83                | Schönau                                 |        |
| Siegmar                   | 85                | Siegmar                                 |        |
| Sonnenberg                | 21                | Sonnenberg, A–H Sonnenberg, I–Z         |        |
| Stelzendorf               | 84                | Stelzendorf                             |        |
| Wittgensdorf              | 97                | Wittgensdorf                            |        |
| Yorckgebiet               | 23                | Yorckgebiet                             |        |
| Zentrum                   | 01                | Zentrum, A–M Zentrum, N–Z               |        |